# Palorchestes
Palorchestes é um gênero extinto de marsupiais herbívoro da família Palorchestidae. Foi endêmico da Austrália, onde viveu do Mioceno Superior ao Pleistoceno. O seu nariz assemelhava-se ao do tapir e comia erva como o tapir.